# Rinkenhof
Der Rinkenhof war ein in der Kölner Altstadt-Nord gelegenes Patrizierhaus, das als Hauptwohnsitz der Patrizierfamilien Rinck diente.

Rinkenhof (Lithografie 1824 von Samuel Prout)

Rinkenhof – Rückseite mit Treppenturm (vor 1911)

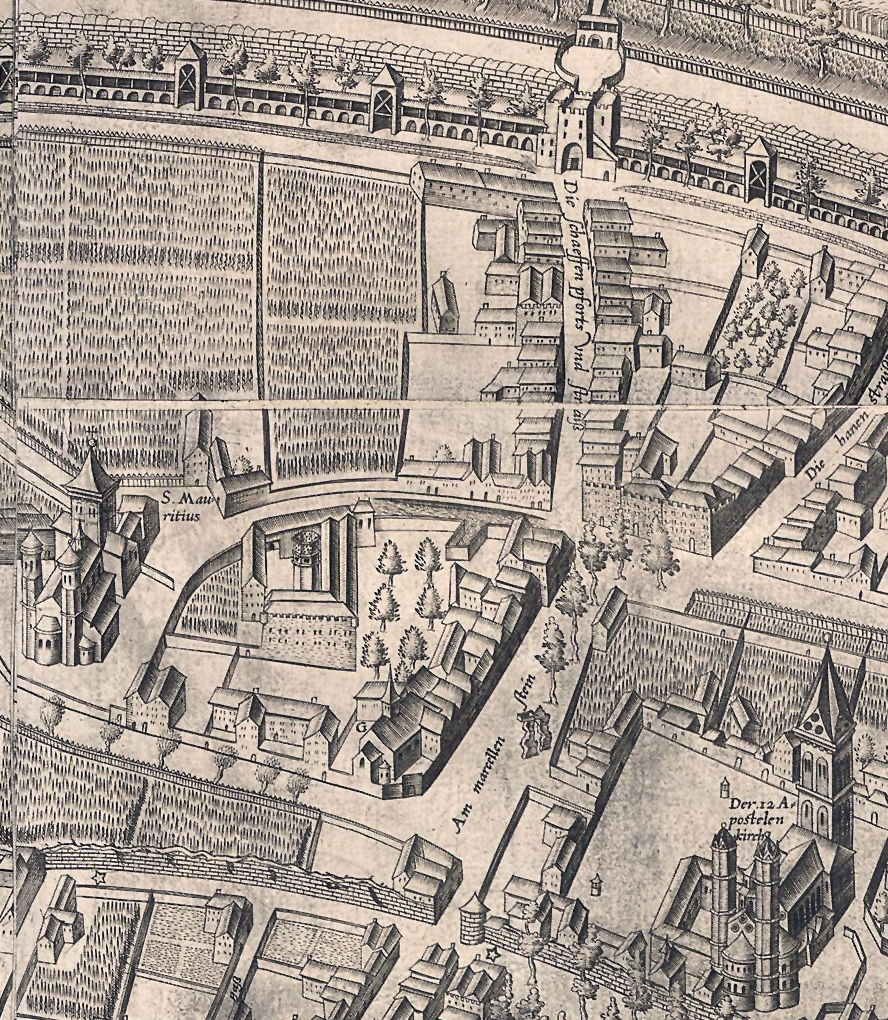
Rinkenhof, Mercatorplan 1571

## Entstehungsgeschichte
Das Baujahr des Rinkenhofs ist umstritten. Dabei ist zu berücksichtigen, dass es mehrere Bauetappen gab. Als frühestes Baujahr ist das Jahr 1494 durch Bürgermeister Johann II Rinck (* 1458, † 1516) erwähnt, meist wird seine Errichtung um 1500 durch Johann Rinck II datiert, spätestens wurde er 1505 gebaut und 1512 erweitert. Es handelte sich um einen dreiflügeligen Prachtbau auf der Straße Am Rinkenpfuhl 24 mit Freitreppe, Eckwarten, Erkern, später hinzugekommenem spätgotischen Treppenturm (140 Stufen und 31,4 Meter hoch) und einem Brunnen. Der Treppenturm ähnelte dem heute noch erhaltenen Richmodisturm am nicht weit entfernten Neumarkt. Er bestand aus drei Gebäuden und war das Wohnhaus von Anton Rinck und seiner Schwestern. Der Komplex war sehr verwinkelt und beherbergte mehrere Säle und Zimmer, ein Kontor, Bücherkabinett, Badestube und Kelterhaus. Im prachtvollen Gebäude wohnte König Maximilian I. während des Reichstages ab 20. Juni 1505 bei seinem Aufenthalt in Köln.
Im Rinkenhof lebte im Herbst 1570 zeitweilig auch Anna von Sachsen. Sie war bei Jan Rubens und seiner Familie untergekommen. Jan Rubens war der Vater des Malers Peter Paul Rubens und damals Rechtsberater der Anna von Sachsen.

## Übertragung auf Erben
Seit 1473 waren mehrere alte Anwesen am Rinkenpfuhl im Besitz der Familie Rinck vereinigt, deswegen erhielt die Straße Am Rinkenpfuhl ihren Namen. Nach dem Tod von Peter Rinck im Jahre 1501 gelang es Johann II Rinck, den gesamten Rinkenhof in seinen Besitz zu bringen. Ab 1502 wurde für ihn ein Neubau errichtet, dessen weithin sichtbarer Teil ein 100 Fuß (1 Rhein. Fuß = 0,314 Meter) hoher Treppenturm war. Dieser hatte an der Laterne die Wappen des Kaisers, Spaniens, Burgunds, Brabants, des Papstes, Frankreichs, Englands, Kölns und des Reiches sowie auf kleinen Schilden die Wappen des Erbauers und dessen zweiter Frau. Er ehrte damit Kaiser Karl V., dem höchsten Herrn der Christenheit, seiner Heimatstadt sowie seine wichtigsten Handelspartner. Gekrönt wurde der Turm von einer Plattform mit Wasserspeiern in Tiergestalt und einer Maßwerkbrüstung.
Der Rinkenhof wurde nach dem Tod seines Erbauers Johann II Rinck im Jahre 1516 innerhalb der Familie weitervererbt und blieb bis 1628 im Besitz der Familie Rinck. 1634 wurde er in das „alte Haus“, das vom Kloster Burbach erworben wurde (1747 umgebaut, 1813 Ruine) und das „neue Haus“ geteilt. Samuel Prout zeichnete 1819 den Rinkenhof, als Lithografie veröffentlichte er die Zeichnung im Jahre 1824. Das „neue Haus“ und sein Turm wurden 1831 von Baumeister Franz Leisten renoviert, befanden sich jedoch bereits 1887 in sehr schlechtem baulichen Zustand. Es folgten mehrere Eigentümerwechsel, und zwar auf Franz Xaver von Ghisel († 1866) und danach zur Gutsbesitzerfamilie Joseph Pauli.

## Abriss und heutige Situation
Das baulich schlechte Anwesen wurde schließlich am 18. November 1911 abgerissen, die Wendeltreppe aus 1663 wurde im Haus Balchem eingebaut. Heute steht Am Rinkenpfuhl 24 ein schmuckloses Wohnhaus.